# Dansk Sløjdlærersamfund
Dansk Sløjdlærersamfund (1887-1898) blev stiftet ved et møde på Dansk Sløjdlærerskole i 1887 på initiativ af stud.mag. H.P. Olsen, der havde deltaget i kursus på skolen i 1886.
Hvor den samtidige Dansk Sløjdforening (1886-1918) havde et politisk mål, var Dansk Sløjdlærersamfund en faglig forening af udøvende sløjdlærere, der mødtes til såvel foredrag som praktiske øvelser. Mødefrekvensen var to gange om måneden.
I maj måned 1898 afløstes Dansk Sløjdlærersamfund af Dansk Sløjdlærerforening (1898-1978).